# Lilting
Lilting ((xinès)) és una pel·lícula de drama romàntic britànica de 2014 escrita i dirigida pel director britànic nascut a Cambodja Hong Khaou and produced by Dominic Buchanan.
La pel·lícula es va estrenar el 16 de gener de 2014 el primer dia del Festival de Cinema de Sundance, on va competir a la World Cinema Dramatic Competition. Va guanyar el "Cinematography Award: World Cinema Dramatic" al festival. La pel·lícula es va estrenar a les sales de cinema al Regne Unit el 8 d'agost de 2014. and in the United States on 26 September 2014.

## Sinopsi
Lilting explica la història de l'intent d'una mare d'entendre qui era el seu fill després de la seva prematura mort. El seu món es veu interromput de sobte per la presència del seu amant. Junts, intenten superar el seu dolor mentre lluiten per no tenir una llengua compartida.

## Repartiment
- Ben Whishaw - Richard
- Andrew Leung - Kai
- Cheng Pei-pei - Junn
- Morven Christie - Margaret
- Naomi Christie - Vann
- Peter Bowles - Alan

## Producció
El guió, originalment titulat Lilting the Past, va guanyar el tercer lloc a la Brit List de 2011, una llista dels millors guions britànics sense produir. La pel·lícula va ser una de les tres pel·lícules que Microwave va donar llum verda a principis de 2012. Més tard es va publicar una crida de càsting per als tres papers principals, posteriorment omplert per Cheng Pei-pei, Ben Whishaw i Andrew Leung.
El rodatge va començar el novembre de 2012 i va acabar la fotografia principal el desembre de 2012. El director Khaou ha dit que la pel·lícula s'inspirarà visualment en Desitjant estimar de Wong Kar-wai.
Durant la producció, com a part de l'esquema Microwave, Michael Winterbottom va ser mentor de l'escriptor/director Khaou, mentre que el productor Buchanan va ser mentor per Ken Marshall, productor de London to Brighton,  Filth i Una cançó per a la Marion. Com amb totes les pel·lícules de Microwave films, el pressupost fou de £120,000. És la primera pel·lícula bilingüe que es realitza sota l'esquema Microwave.

## Recepció

### Resposta crítica
Lilting va rebre crítiques positives de la crítica. El juny de 2020 la pel·lícula tenia una puntuació d'aprovació del 84% a l'agregador de ressenyes Rotten Tomatoes, basat en 55 ressenyes amb una valoració mitjana de 6,88/10. El consens dels crítics del lloc web diu: "Teixint hàbilment múltiples fils tonals delicats en un conjunt afecte tranquil·lament," Lilting " serveix com a targeta de visita completament convincent per al director i escriptor Hong Khaou." A Metacritic la pel·lícula té una puntuació de 61 a partir de 22 crítiques que indiquen "Comentaris generalment favorables".
Justin Chang, a la seva ressenya per Variety, va dir que la pel·lícula "Hong Khaou fa un bon debut amb aquesta peça de cambra transcultural de ressonància tranquil·la". David Rooney de The Hollywood Reporter va elogiar la pel·lícula, dient: "Delicada i sense presses gairebé sense error, encara que també inquietant sexy i fins i tot humorística de vegades." Amber Wilkinson per Telegraph va donar a la pel·lícula tres estrelles de cinc i va elogiar l'actor principal que "Whishaw és magnètic com un home empès cap a la vora de fragilitat pel dol, però que encara suggereix una força tranquil·la." Dominic Mill de We Got This Covered va fer una crítica positiva i va dir: "El tema és potent i les actuacions són meravelloses, en un món de gran dramatisme. Lilting entén el seu punt sense sentir la necessitat de cridar-ho."

### Premis
| Any  | Premi                                              | Categoria                                   | Receptor         | Resultat  |
| ---- | -------------------------------------------------- | ------------------------------------------- | ---------------- | --------- |
| 2014 | Festival de Cinema de Sundance                     | World Cinema Grand Jury Prize: Dramatic     | Hong Khaou       | Nominat   |
| 2014 | Festival de Cinema de Sundance                     | Cinematography Award: World Cinema Dramatic | Urszula Pontikos | Guanyador |
| 2015 | 26ns GLAAD Media Awards                            | Pel·lícula excepcional- estrena limitada    | Hong Khaou       | Guanyador |
| 2016 | Premis Apolo de Cinema                             | Millor fotografia                           | Urszula Pontikos | Nominat   |
| 2016 | Premis Apolo de Cinema                             | Millor director novell                      | Hong Khaou       | Guanyador |
| 2016 | Premis Apolo de Cinema                             | Millor actriu                               | Cheng Pei-pei    | Nominat   |
| 2015 | Fire!! Mostra Internacional de Cinema Gai i Lesbià | Millor pel·lícula                           | Hong Khaou       | Guanyador |